# Будьонний Юрій Васильович
Будьонний Юрій Васильович (нар. 1 жовтня 1932) — пом. 2006) — український вчений у галузі землеробства та рослинництва, доктор сільськогосподарських наук, професор, член-кореспондент НААН, завідувач кафедри землеробства Харківського національного аграрного університету ім. В. В. Докучаєва (від 1989).

## Біографія
Юрій Васильович народився 1 жовтня 1932 року у с. Чорний Олех Суджанського району Курської області.
У 1952 році з відзнакою закінчив Кучеровський сільськогосподарський технікум.
У 1957 році закінчив агрономічний факультет Харківського сільськогосподарського інституту ім. В. В. Докучаєва.
З 1960 по 1963 роки аспірант УНДІРСіГ ім. В. Я. Юр'єва.
У 1963 році захистив кандидатську дисертацію на тему: «Совершенствование химических средств борьбы с сорняками в посевах кукурузы в сочетании с механическими».
З 1963 по 1989 роки молодший, старший науковий співробітник, завідувач відділу Українського НДІ рослинництва ім. В. Я. Юр'єва.
У 1974 році надано вчене звання старшого наукового співробітника.
У 1988 році захистив докторську дисертацію на тему: «Интенсификация технологии выращивания озимой пшеницы в условиях Левобережной Лесостепи УССР».
У 1989 році працював завідувачем кафедри землеробства Харківського державного аграрного університету ім. В. В. Докучаєва.
У 1991 році надано вчене звання професора.
У 1993 році був обраний членом-кореспондентом Української академії аграрних наук.
У 2006 році помер.

## Наукові праці
Юрій Васильович автор близько 300 наукових праць, серед яких 11 монографій, 27 рекомендацій, 2 стандартів.
Є одним із розробників:
- «Науково обґрунтованої системи землеробства Харківської області» (1988);
- «Концепції системи землеробства у Харківській області на 2001—2005 роки» (2001);
- «Системи ведення сільського господарства Харківської області. Комплексна програма розвитку сільського господарства Харківської області у 2001—2005 роках та на період до 2010 року» (2001).

Основні праці:
- Технология возделывания культур в полевом севообороте. Харьков, 1971.
- Озиме жито. Київ, 1977.
- Зерновое поле Харьковщины. Харьков, 1979.
- Научно обоснованная система земледелия для Харьковской области. Харьков, 1983.
- Землеробство. Київ, 1995. (співавтор)
- Концепція системи землеробства Харківської області на період 1998—2005 років: методичні рекомендації. Харків, 1998. (співавтор)
- Технологія вирощування пивоварних сортів ячменю: методичні рекомендації. Харків, 1999. (співавтор)
- Система ведення сільського господарства Харківської області. Харків, 2001. (співавтор)

## Відзнаки та нагороди
- орден «Знак пошани» (1975);
- 5 медалей ВДНГ СРСР і України;
- медаль «Відмінник освіти України» (2002);
- номінант 1 конкурсу «Кращі імена Харківщини» (2002);
- стипендіат премії академіка О. Н. Соколовського (2003).